# Китайский тигр
Китайский тигр, или южно-китайский тигр, — популяция подвида тигра Panthera tigris tigris, населяющая Южный Китай (провинции Гуандун и Хунань). Данная популяция находится под наибольшей угрозой исчезновения. По оценке экспертов, существует около 20 особей. Один тигрёнок родился в заповеднике в Южной Африке в ноябре 2007. Это первый случай рождения китайского тигра вне Китая. Недавно южно-китайский тигр был включён в десятку животных мира, которым грозит вымирание в ближайшее время.

## Физические данные
Является одним из наименьших подвидов: длина тела и у самцов и у самок 2,2—2,6 метра. Самцы весят от 127 до 177 кг, самки — от 100 до 118 кг.

## Образ жизни и питание
Бегают очень быстро, на коротких участках развивая скорость до 56 км/ч, возможно быстрейшие тигры в мире. Убивают добычу двумя способами. Если добыча средних размеров, то они кусают их в заднюю часть шеи. Если животное больших размеров, то тигр валит добычу на землю и пытается придушить её своими лапами и челюстями.
Предпочитает охоту на крупных копытных, часто убивает кабанов, изредка ловит оленей, мунтжаков и серых лангуров. Мелкие виды добычи, такие как дикобразы, зайцы и павлины, составляют очень небольшую часть в его рационе. Домашний скот становится жертвой в зонах посягательства человека. В бывшем ареале южнокитайского тигра дополнительными видами добычи тигров, возможно, были серау, хохлатый олень и замбар.
Тигры спариваются в любое время года, но размножение чаще всего происходит с конца ноября до первой половины апреля. Самцы готовы к спариванию в 5 лет, а самки в 4 года. Потомство появляется на свет спустя 103 дня после спаривания. От трех до шести детенышей рождается в логове. Они рождаются слепыми и весят от 780 до 1600 г (28-56 унций). Их кормят по крайней мере в течение первых 8 недель. Мать учит их охотиться в 6 месяцев. В возрасте от 18 до 24 месяцев детеныши отлучаются от матери.

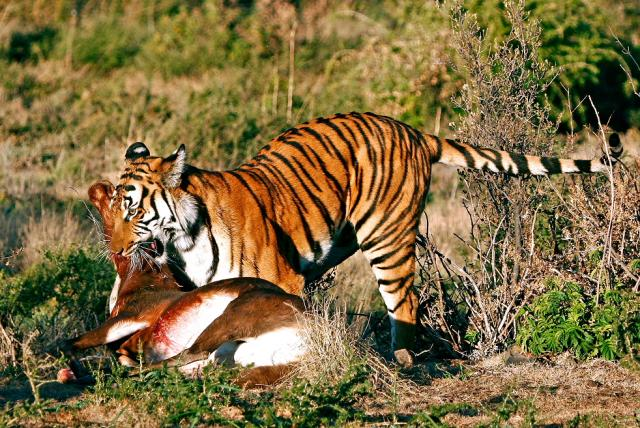
Южно-китайский тигр со своей добычей.

## Ареал
Ранее ареал данного подвида широко простирался в возвышенных нагорных лесах Китая. Сегодня ареал уменьшился до трёх изолированных областей в южно-центральном Китае.

## Сокращение популяции
В начале 1950-х годов когда популяция южно-китайского тигра насчитывала более 4000 особей в дикой природе, она стала целью крупномасштабных правительственных кампаний по борьбе с вредителями, провозглашенных Мао Цзэдуном как «Большой скачок вперед» . Последствия неконтролируемой охоты усугублялись обширной вырубкой лесов и сокращением доступной добычи, крупномасштабным переселением городского населения в сельские районы, что привело к фрагментации популяций тигров и повышению уязвимости к локальному вымиранию в результате случайных событий. К 1982 году в дикой природе оставалось примерно 150—200 южно-китайских тигров. К 1987 г. остаточная популяция южно-китайского тигра оценивалась в 30—40 особей в дикой природе, так что вымирание стало практически неизбежным. Во время обследования в 1990 г. признаки южнокитайского тигра были обнаружены в 11 заповедниках в горах провинций Сычуань, Гуандун, Хунань, Цзянси и Фуцзянь, но этих данных было недостаточно для оценки численности популяции. Непосредственно тигров не наблюдалось; доказательства ограничивались наблюдениями следов, соскобов и сообщениями о наблюдениях местными жителями.

## В неволе
По состоянию на март 1986 г. 17 китайских зоопарков содержали в своих коллекциях 40 чистопородных южно-китайских тигров, в том числе 23 самца и 14 самок, ни одна из которых не родилась в дикой природе. Все они были потомками в третьем или четвертом поколении одной дикой тигрицы из провинции Фуцзянь и пяти тигров из Гуйчжоу. Известные проблемы включали неравномерное соотношение полов и неправильное спаривание. В 2005 году популяция южно-китайских тигров в неволе состояла из 57 особей, которые демонстрировали признаки инбридинга, в том числе снижение генетического разнообразия и низкий уровень успешного размножения. В 2007 г. мировая популяция в неволе насчитывала 72 особи; за пределами Китая содержащихся в неволе южно-китайских тигров немного. Немногие из них кажутся «чистыми» южно-китайскими тиграми, поскольку есть генетические свидетельства скрещивания с другими подвидами. В 2019 году в Китае в неволе содержалось около 150 южно-китайских тигров. 144 из них были частью программы разведения и управления, поддерживаемой Китайской ассоциацией зоологических садов с 1994 года, пять находились в провинции Гуйчжоу и один — в провинции Фуцзянь.
Один детеныш родился в частном заповеднике, известном как заповедник долины Лаоху в Южной Африке, в ноябре 2007 года. Он стал первым детенышем, родившимся за пределами Китая. С тех пор было произведено несколько детенышей. По состоянию на 2016 год в заповеднике долины Лаоху проживало 19 особей.

## Тигр и человек
Есть сведения, что в 1957 году южно-китайский тигр напал и убил 32 человека в провинции Хунань. Однако, в основном, тигры избегают людей.